# Carlo Siliotto
Carlo Siliotto (Roma, 10 gennaio 1950) è un violinista, arrangiatore e compositore italiano.

## Biografia
Ha iniziato l'attività musicale come componente del gruppo di Rock progressivo Canzoniere del Lazio, in cui suona dal 1972 al 1978 incidendo cinque album tra cui Lassa sta' la me creatura e il 45 giri Tarantella dei barraccati/Su ballu.
Nello stesso periodo inizia l'attività di session-man, suonando in vari album di cantautori italiani tra cui Quando verrà Natale (1974), Sotto il segno dei pesci (1978) Buona domenica (1979 e Sotto la pioggia (1982) di Antonello Venditti e Titanic (1982) di Francesco De Gregori.
Nel 1980 collabora con Maria Carta, come arrangiatore dell'album Haidiridiridiridiridinni.
Nel 1988 ha prodotto e arrangiato il primo album di Giorgio Faletti Colletti bianchi, colonna sonora dell'omonimo telefilm.
Al 1992 risale la collaborazione con i Tazenda, per cui scrive la musica di Vai (senza di noi) , pubblicata dal gruppo nell'album Limba.
Nel 2007 ha ricevuto la nomination al Golden Globe per la migliore colonna sonora originale.

## Discografia

### Con il Canzoniere del Lazio

#### 33 giri
- 1973 - Quando nascesti tune - Dischi del Sole (DS 1030/32)
- 1974 - Lassa sta' la me creatura - Intingo (ITGL 14003)
- 1976 - Spirito bono - Intingo (ITGL 14006)
- 1977 - Canzoniere del Lazio - Italien - Amiga (8-45142) Berlin DDR
- 1977 - Miradas - Cramps (CRSLP 5351)
- 1978 - Morra - Intingo (ITLM 14503)

#### 45 giri
- 1976 - Tarantella dei barraccati/Su ballu - Intingo (ITG 410)

### Solista

#### 45 giri
- 1979 - C'è una donna/L'isola di Lamu (Philips, 6025 237)

#### 33 giri
- 1979 - Ondina (Philips, 6323 083)
- 1985 - Grooves (CAM, CML 211)

#### CD
- 1997 - Consigli per gli acquisti (CAM)
- 2001 - Tu que harias por amor / Maestrale (Saimel Ediciones, 3993410)
- 2004 - The Punisher (La la land)
- 2006 - The Dog's Master ('O Patrone d'o Cane: Ostinazione, sberleffo et trance in un divertimento per orchestra, pianoforte, zampogna, e voce) (La-La Land Records)[11]
- 2011 - Il padre e lo straniero (Saimel Ediciones, 3998935)[12]
- 2011 - Tequila (Saimel Ediciones, 3998931)
- 2011 - Whithout Men (Saimel Ediciones, 3998930)
- 2013 - El cartel de los sapos (Saimel Ediciones, 3998952)[13]

## Filmografia parziale
- Mino il piccolo alpino, regia di Gianfranco Albano (1986)
- La casa del buon ritorno, regia di Beppe Cino (1986)
- La lingua, regia di Marco Toniato (1986)
- Assicurazione sulla morte, regia di Carlo Lizzani (1987)
- Dark Bar, regia di Stelio Fiorenza (1989)
- Rosso di sera, regia di Beppe Cino (1989)
- Diceria dell'untore, regia di Beppe Cino (1990)
- Ostinato destino, regia di Gianfranco Albano (1992)
- La corsa dell'innocente, regia di Carlo Carlei (1992)
- L'ombra della sera, regia di Cinzia TH Torrini (1994)
- La stanza accanto, regia di Fabrizio Laurenti (1994)
- I pavoni, regia di Luciano Manuzzi (1994)
- Fluke, regia di Carlo Carlei (1995)
- Palla di neve, regia di Maurizio Nichetti (1995)
- Luna e L'Altra, regia di Maurizio Nichetti (1996)
- Consigli per gli acquisti, regia di Sandro Baldoni (1997)
- L'escluso (Uninvited), regia di Carlo Gabriel Nero (1999)
- Vola Sciusciù, regia di Joseph Sargent (2000)
- Honolulu Baby, regia di Maurizio Nichetti (2001)
- The Punisher, regia di Jonathan Hensleigh (2004)
- Nomad - The Warrior (Köshpendiler), regia di Sergej Vladimirovič Bodrov e Ivan Passer (2005)
- La stessa luna (La misma luna), regia di Patricia Riggen (2007)
- The Ramen Girl, regia di Robert Allan Ackerman (2008)
- Il sangue dei vinti, regia di Michele Soavi (2008)
- Il padre e lo straniero, regia di Ricky Tognazzi (2010)
- Without Men, regia di Gabriela Tagliavini (2011)
- Tutta colpa della musica, regia di Ricky Tognazzi (2011)
- La figlia del capitano, regia di Giacomo Campiotti (2012)
- Il caso Enzo Tortora - Dove eravamo rimasti?, regia di Ricky Tognazzi (2012)
- Instructions Not Included, regia di Eugenio Derbez (2013)
- Crouching Tiger, Hidden Dragon: Sword of Destiny, regia di Yuen Wo Ping (2016)

### Televisione
- Ester (Esther), regia di Raffaele Mertes – film TV (1999)
- La Sindone - 24 ore, 14 ostaggi, regia di Lodovico Gasparini – film TV (2001)
- Mister Ignis - L'operaio che fondò un impero, regia di Luciano Manuzzi - Miniserie TV (2014)